# منصوریه (بهبهان)
منصوریه شهری در فاصله ۵ کیلومتری از شهرستان بهبهان و واقع در استان خوزستان است.
شهر منصوریه در ۵ کیلومتری شمال شرقی بهبهان از توابع استان خوزستان، به فاصله ۴ کیلومتری رودخانه مارون و کارخانه سیمان واقع گردیده است.هر ساله با فرا رسیدن فصل بهار و شکوفه زدن درختان در سطح باغ های منصوریه چهره این منطقه پر از رنگ و بوی شکوفه‌های درختان می‌شود. شهر منصوریه به گفته کهن نگاران و مورخین (داخلی و خارجی) و براساس آثاربجای مانده از دوره ساسانیان بر بخشی از ویرانه های شهرباستانی ارجان (معربِ ارگان/آریاگان) بنا شده است.

## مردم
مردم این شهر لر هستند و به زبان لری سخن می گویند.

## جمعیت
شهر‌ منصوریه در شهرستان بهبهان قرار دارد و بر اساس سرشماری مرکز آمار ایران در سال ۱۳۹۵، جمعیت آن ۵،۴۴۱ نفر (۱،۵۲۸خانوار) بوده‌است